# Viennarì
Viennarì è un singolo del cantautore italiano Liberato, pubblicato il 9 maggio 2025.

## Video musicale
Il video musicale, diretto da Francesco Lettieri e girato tra Cardito e Napoli, è stato pubblicato in concomitanza all'uscita del brano attraverso il canale YouTube del cantautore.

## Tracce
Testi e musiche di Liberato.
1. Viennarì – 3:28

## Classifiche
| Classifica (2025) | Posizione massima |
| ----------------- | ----------------- |
| Italia            | 97                |